# Bruno Kivikoski
Bruno Rafael Kivikoski (né Stenfors le 23 janvier 1892 à Pori et mort le 2 février 1982 à Helsinki) est un diplomate finlandais,.

## Biographie
À la fin de ses études il a le grade de Varatuomari.
Bruno Kivikoski esst chef de cabinet au ministère des Affaires étrangères de 1935 à 1938, ambassadeur à Varsovie de 1938 à 1939, ambassadeur à Bucarest de 1939 à 1941, chef du cabinet du président de la République de 1941 à 1954 et Envoyé à Ankara de 1954 à 1958 puis ambassadeur à Ankara de 1958 à 1958.
Il a reçu le titre d'envoyé spécial et de ministre plénipotentiaire (fi) en 1942.